# Resurrection (álbum de Chimaira)
Resurrection es el título del cuarto álbum de estudio de la banda de groove metal Chimaira puesto a la venta el 6 de marzo del 2007. Debutando en el puesto 42 de Billboard 200, Resurrection vendió 16,000 copias solo en la primera semana.
La edición internacional lanzada por Nuclear Blast fue emitida en un digipak junto con el DVD documental. Sin embargo, el diseño de la portada es el estándar.
También hay una edición limitada a 500 copias de Nuclear Blast Alemania, que incluye el álbum con el DVD, además de seis fotos de la banda y un certificado de autenticidad numerado.
El álbum también está en la lista de los 100 mejores álbumes de metal de la página Metal Storm.

## Lista de canciones
Todas las canciones escritas por Chimaira.

Todas las canciones escritas y compuestas por Chimaira. 
| N.º | Título              | Duración |  |
| 1.  | «Resurrection»      | 4:37     |  |
| 2.  | «Pleasure in Pain»  | 3:04     |  |
| 3.  | «Worthless»         | 3:44     |  |
| 4.  | «Six»               | 9:44     |  |
| 5.  | «No Reason to Live» | 3:44     |  |
| 6.  | «Killing the Beast» | 3:47     |  |
| 7.  | «The Flame»         | 5:23     |  |
| 8.  | «End It All»        | 4:22     |  |
| 9.  | «Black Heart»       | 4:34     |  |
| 10. | «Needle»            | 3:08     |  |
| 11. | «Empire»            | 5:39     |  |

| Limited edition bonus tracks |                        |          |  |
| N.º                          | Título                 | Duración |  |
| 12.                          | «Kingdom of Heartache» | 4:11     |  |
| 13.                          | «Paralyzed»            | 3:06     |  |

## Personal

### Banda
- Mark Hunter – voz, guitarra rítmica, teclado
- Rob Arnold – Guitarra principal
- Matt DeVries – Guitarra rítmica
- Jim LaMarca – Bajo
- Andols Herrick – Batería
- Chris Spicuzza – teclado, coros

### Músicos adicionales
- Steve Steverson – coros
- Morgoth the Impaler - Teclado en Empire
- Jason Suecof – Teclado adicional y muestras

### Producción
- Jason Suecof - Productor
- Diseño por Dennis Sibeijn